# Blood Free
Blood Free (koreanischer Originaltitel: 지배종) ist eine südkoreanische Serie, die von den Produktionsfirmen Arc Media und Ace Factory für die Walt Disney Company umgesetzt wurde. In Südkorea fand die Premiere der Serie am 10. April 2024 als Original durch Disney+ via Star statt. Im deutschsprachigen Raum erfolgte die Erstveröffentlichung der Serie am selben Tag durch Disney+ via Star.

## Handlung
Im Jahr 2025: Dem Biotech-Unternehmen „BF“ ist es gelungen, ein In-vitro-Verfahren zu entwickeln, mit dem die wachsende Weltbevölkerung mit künstlich gezüchtetem Fleisch versorgt werden kann, ohne dass Tiere für ihr Fleisch getötet werden müssen. Die Geschäftsfrau Yoon Ja-yoo brachte „BF“ an die Spitze und etablierte das Unternehmen auf dem Weltmarkt. Doch die Zahl derjenigen, die es auf sie und ihr Unternehmen abgesehen haben, nimmt stetig zu, und sie wird zunehmend mit Morddrohungen und Attentatsversuchen konfrontiert. Aus Sorge um ihre Sicherheit stellt „BF“ den ehemaligen Kommissar Woo Chae-woon als ihren Leibwächter ein. Im Laufe der Zeit offenbaren sich verborgene Wahrheiten und versteckte Motive, die im Zusammenhang mit „BF“ stehen, während die gegenseitigen Verdächtigungen unter den Beteiligten zunehmen.

## Besetzung
| Rolle          | Schauspieler |
| -------------- | ------------ |
| Yoon Ja-yoo    | Han Hyo-joo  |
| Woo Chae-woon  | Ju Ji-hoon   |
| Seon Woo-jae   | Lee Hee-joon |
| On San         | Lee Mu-saeng |
| Seo Hee        | Jun Suk-ho   |
| Jeong Hae-deun | Park Ji-yeon |

## Episodenliste
| Nr. | Deutscher Titel | Originaltitel | Erstveröffentlichung (Südkorea) | Deutschsprachige Erstveröffentlichung (D/A/CH) |
| --- | --------------- | ------------- | ------------------------------- | ---------------------------------------------- |
| 1   | Folge 1         | 제 1화        | 10. Apr. 2024                   | 10. Apr. 2024                                  |
| 2   | Folge 2         | 제 2화        | 10. Apr. 2024                   | 10. Apr. 2024                                  |
| 3   | Folge 3         | 제 3화        | 17. Apr. 2024                   | 17. Apr. 2024                                  |
| 4   | Folge 4         | 제 4화        | 17. Apr. 2024                   | 17. Apr. 2024                                  |
| 5   | Folge 5         | 제 5화        | 24. Apr. 2024                   | 24. Apr. 2024                                  |
| 6   | Folge 6         | 제 6화        | 24. Apr. 2024                   | 24. Apr. 2024                                  |
| 7   | Folge 7         | 제 7화        | 1. Mai 2024                     | 1. Mai 2024                                    |
| 8   | Folge 8         | 제 8화        | 1. Mai 2024                     | 1. Mai 2024                                    |
| 9   | Folge 9         | 제 9화        | 8. Mai 2024                     | 8. Mai 2024                                    |
| 10  | Folge 10        | 제 10화       | 8. Mai 2024                     | 8. Mai 2024                                    |